# Maurice Louis Bandeville
Pour les articles homonymes, voir Bandeville.
Maurice Louis Bandeville, né le 7 novembre 1877 à Arras et mort le 1er mai 1953 dans le 17e arrondissement de Paris, est un homme de lettres, publiciste et sportif.

## Biographie

### Enfance et formation
Maurice Louis Bandeville est né le 7 novembre 1877 à Arras, il est le fils de Clair Louis, banquier âgé de 33 ans, né à Paris, et de Berthe Adèle Jeanne Briois, âgé de 27 ans, domiciliés à Arras.
Il reçoit une partie de son éducation en Angleterre, au collège de Carford. Il étudie au collège d'Arras, il y est le président de la S.J.C.A. et capitaine de l'équipe de football. En 1895, il prend part au Lendit-cycliste de Saint-Omer et avec E. Provins, P. Pouillart, comme coéquipiers, rapporte à Arras le prix du président de la république et, avec Provins, gagne la course de tandems sur un lot qui comprend l'excellent E. Maitrot, devenu plus tard champion du monde amateur.
Engagé volontaire pour trois ans le 10 novembre 1897 à la mairie d'Arras pour le 3e  régiment du génie. On le voit à cette période sur tous les vélodromes de la région, figurer parmi les meilleurs coureurs amateurs du Nord.

### Vie de famille
Il épouse, en premières noces, Marie ?, née en 1886 puis en secondes noces, Albertine Marie Louise Binard le 4 avril 1947 dans le 17e arrondissement de Paris.
Il a deux sœurs, Marthe Marie Valentine née le 6 mars 1879 à Arras, mariée le 16 décembre 1912 dans le 10e arrondissement de Paris avec Joseph Eugène Isidore Delhaye, et morte à Moulins dans l'Allier le 28 juillet 1973, Maurice Louis est témoin de son mariage, et Marie Rose Berthe, née le 30 mars 1880 à Arras.
Il habite successivement Arras et Lewisham en Angleterre en 1901, Arras en 1904, Londres en 1905, château du Touquet à Paris-Plage hameau de Cucq en 1906, chalet Mascaret 75, rue de Londres à Paris-Plage hameau de Cucq en 1910 et 1911, 16, rue d'Aguesseau dans le 8e  arrondissement de Paris en 1919 puis 15, rue Poncelet dans le 17e  arrondissement de Paris en 1922.

### Parcours professionnel
En 1899, il arrête la bicyclette pour la course à pied et, sous les couleurs de l'Iris Club lillois, gagne les championnats de 800 et 1 500 m, couvre un 400 m en 56 s 40 et gagne, huit jours après, le 1 000 m du R.C. de Roubaix en 2 min 47 s.
En 1901, il fonde la Société Athlétique Arrageoise (SAA) et quelques semaines plus tard, lui fait gagner le premier championnat régional de Cross Country.
En 1903, après avoir dissout la SAA, il crée le Racing Club d'Arras (RCA) au sein duquel, outre la pratique du cross- country, il lance l’athlétisme et le football.
Appelé en Angleterre pour ses affaires, il se remet au football et joue demi-centre pour Saint-Swithins F.C., puis sous les couleurs des Blackheath Harrier, se fait remarquer par ses aptitudes sur 400 m et 800 m en gagnant un demi-mille (804 m) en 1 min 56 s 40.
Entre-temps, il joue au cricket et au tennis puis le golf sur les links de Tromer et de Beckenham, et, vers 1903, va commencer son aventure à Paris-Plage
En 1908, il est officiellement désigné comme représentant français aux jeux olympiques de Londres.
Ses connaissances sportives le font successivement, délégué du Nord au conseil de l'Union des sociétés françaises de sports athlétiques (U.S.F.S.A.), représentant français au meeting international de Glasgow, secrétaire de l'Internationale Cross-Country Union, président de la commission centrale d'athlétisme.
Au point de vue pratique, il passe pour l'un des meilleurs experts pour l'installation des terrains de sports, et maintes fois on a recours à lui, en France.
Il fait des voyages d'exploration à Madagascar et en Afrique orientale.
Il collabore au « Nord Sportif », à « Sport Amateur », aux « Échos Sportifs », à « La vie sportive du Touquet-Paris-Plage », il sera même directeur du « North of France Times ».

#### Son histoire à Paris-Plage et au Touquet-Paris-Plage
En 1903, il fonde le club de tennis et la « Société des Sports du Touquet » à Paris-Plage.
En 1904, il est nommé directeur des sports de la station, poste qu'il occupe jusqu'en 1914.
En 1905, il élabore les statuts de la « Société des Sports du Touquet », créée en 1903, qu'il a contribué à créer. Toujours en 1905, il est domicilié au chalet Anna à Paris-Plage.
Longtemps disqualifiée par l'U.S.F.S.A., la « Société des Sports du Touquet » n'est reconnue officiellement que grâce aux démarches qu'il entreprend.
Il organise le tournoi international de Lawn-Tennis, et, grâce à sa connaissance des joueurs, il établit les handicaps.

En 1906, la « Société des Sports du Touquet » est présidée par Allen Stoneham et Maurice Louis Bandeville en est le secrétaire. Il organise les championnats du Nord de Lawn-Tennis qui se déroulent à Paris-Plage. En athlétisme, il organise désormais chaque année, la coupe internationale de cross-country et organise également la 3e réunion internationale d'athlétisme à Paris-Plage. Cette manifestation a une importance beaucoup plus considérable que précédemment, les principaux clubs belges et anglais y prenant part. Le reporter du journal « Paris-Plage » écrit : 

« Il serait injuste de ne pas citer le nom du sportsman dont les efforts intelligents ont le plus contribué à assurer le succès de cette fête de l'athlétisme. M. Bandeville mérite en effet, de recevoir les remerciements des athlètes pour l'organisation morale et matérielle qu'il a assurée avec une compétence hors-pair. (29 juillet 1906) »

En 1907, il remplace M. Lane Jackson à la direction de la société des Sports de la station.
En 1908, Il rédige, dans le journal « L'avenir du Touquet-Paris-Plage », un article « Sports athlétiques : comment se préparer ».
En 1910, le 11 septembre, il organise, à Paris-Plage, un match de football entre l'Olympique Lillois et le Picked London team.
En 1911, Léon Soucaret, le directeur de la « Société Générale du Touquet », comprend qu'il faut à tout prix conserver la collaboration de M. Bandeville qui se laisse convaincre. En juin, il devient rédacteur de « La Vie Sportive au Touquet-Paris-Plage », à partir du no 12. Il fait fonction d'officiel de la seconde et dernière édition de la course vélocipedique de Paris à Paris-Plage.
Achille Duchesne, bon sportsman de la station, rédige un acrostiche en son honneur, publié dans le numéro de « Paris-Plage » de juin :
Bravo ! Chacun le sait, tout en lui le proclame
Aimable avec les hommes et galant avec les dames
Ne se sachant jamais et souriant toujours
De tous les sports humains connaissant les détours
Ecrivain de talent, chasseur plus qu'enragé
Vous avez deviné en ce mauvais portrait
Il me pardonnera mon infime savoir)
Lhomme que le Touquet peut se vanter d'avoir
Larbitre incontesté, à la plage et la ville
Et s'il faut le nommer, c'est M. Bandeville
En 1914, il est rappelé pour la Première Guerre mondiale.
En 1919, après la première Guerre mondiale, toujours directeur des sports, il ne fait qu'une brève apparition, très occupé par ses affaires sur Paris, néanmoins, il vient remettre la coupe du 12e tournoi international du Touquet-Paris-Plage à Suzanne Lenglen.
En 1924, en tant qu'ancien président de la commission athlétique de L'USFSA, il assure la direction technique et inaugurale d'athlétisme organisée par l'USTPP (Union sportive du Touquet-Paris-Plage) sur son nouveau stade dans la plaine du Nœud-Vincent, avenue du Golf.
En 1925, il écrit dans « l'Écho des Sports » et est membre de la commission technique à la Fédération Française d'Athlétisme.

### Mort
Il meurt le 1er mai 1953, à son domicile, 3 avenue de la Porte-d'Asnières, dans le 17e arrondissement de Paris.

## Distinctions
Maurice Bandeville est décoré de la médaille commémorative de la guerre 1914-1918 et de la médaille interalliée 1914-1918.

## Publications
- L'Athlétisme pour tous, Berger-Levrault, 1936 (lire en ligne)[12].
- Le Parcours de golf : Sa construction, son entretien, les gazons en général, Guide Plumon, 1927[10].

## Pour approfondir